# Jánovce (Prešov)
Jánovce (em alemão: Johannsdorf; húngaro: Szepesjánosfalva) é um município da Eslováquia, situado no distrito de Poprad, na região de Prešov. Tem 9,68 km² de área e sua população em 2018 foi estimada em 1.716 habitantes.

## Demografia
| Ano:        | 1994 | 2004    | 2014    | 2024    |
| ----------- | ---- | ------- | ------- | ------- |
| Broj ljudi: | 996  | 1176    | 1593    | 1773    |
| Razlika:    |      | +18,07% | +35,45% | +11,29% |

| Ano:               | 2023 | 2024   |
| ------------------ | ---- | ------ |
| Número de pessoas: | 1738 | 1773   |
| Diferença:         |      | +2,01% |